# Генри, Хлоя
Хлоя Генри (англ. Chloé Henry, род. 5 марта 1987 года, Корпус-Кристи, Техас, США) — бельгийская прыгунья с шестом и бывшая гимнастка. Бывшая обладательница национального рекорда Бельгии в прыжках с шестом. Семикратная чемпионка Бельгии (3 на стадионе — 2012, 2014, 2015; 5 в помещении — 2012—2015, 2022).

## Биография и карьера
С 2004 по 2007 год занималась спортивной гимнастикой, побеждала на чемпионате Бельгии в отдельных видах, участвовала в 4 чемпионатах Европы (2004, 2005, 2006, 2007) и чемпионате мира 2006 года. Училась в университете Блеза Паскаля.
В 2008 году перешла в прыжки с шестом. С 2008 по 2011 год и в 2013 году была призёром чемпионата Бельгии. С 2012 по 2015 год — семикратная чемпионка Бельгии. В 2015 году стала бронзовым призёром Универсиады в Кванджу.

## Основные результаты
| Год  | Соревнования       | Место проведения      | Место  | Результат |
| ---- | ------------------ | --------------------- | ------ | --------- |
| 2013 | Летняя Универсиада | Казань, Россия        | 6      | 4,30 м    |
| 2015 | Летняя Универсиада | Кванджу, Южная Корея  | 3      | 4,40 м    |
| 2016 | Чемпионат Европы   | Амстердам, Нидерланды | 23 (q) | 4,00 м    |